# Diego de Villalta

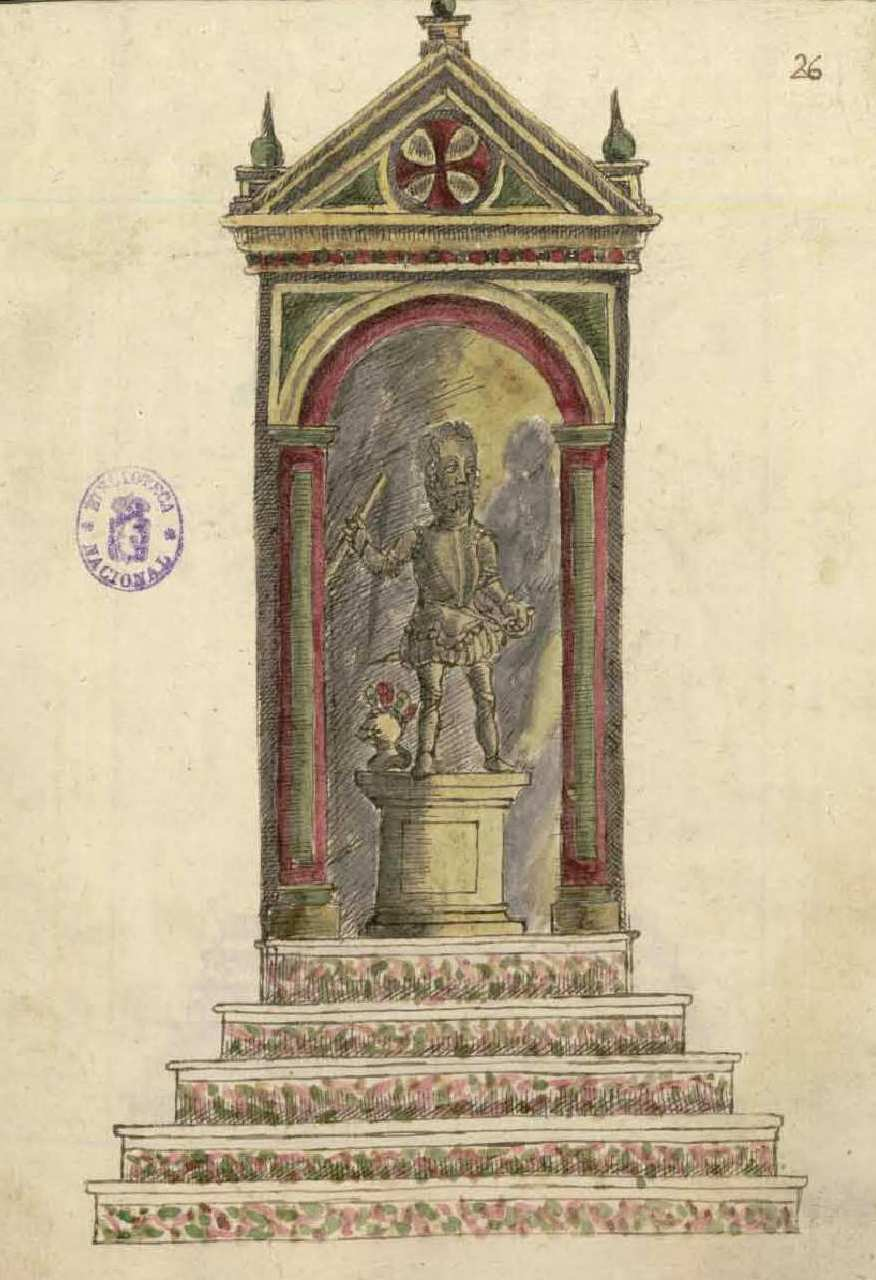
Estatua de Juan de Austria en Mesina según dibujo a pluma y aguada de colores del Tratado de estatuas antiguas y el principio que tuvieron con memoria particular de las figuras y retratos de los Reyes de España, de Diego de Villalta, manuscrito de la Biblioteca Nacional de España, mss/589, p. 26 recto.

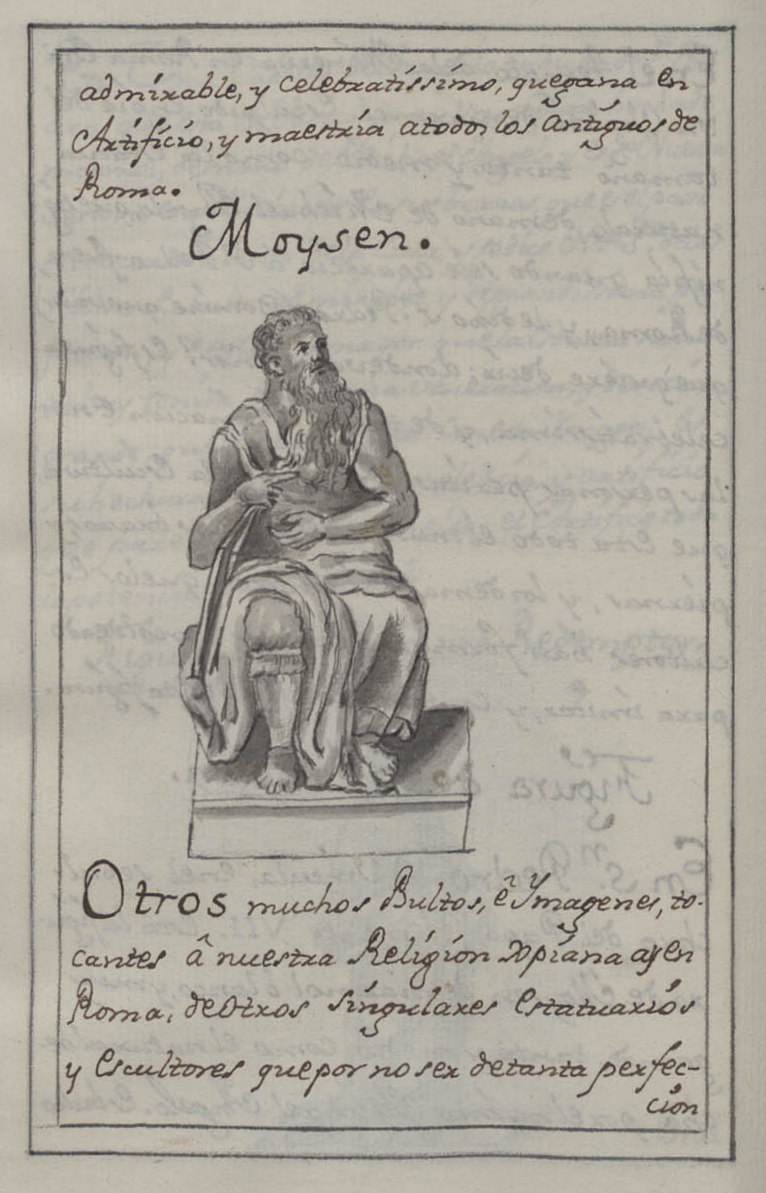
Dibujo a tinta y aguada del Moisés de Miguel Ángel en el Tratado de las antigüedades de la memorable Peña de Martos: donde al principio se trata de las estatuas antiguas..., copia del del manuscrito de Diego Villalta conservada en la Fundación Lázaro Galdiano.

Diego de Villalta (c. 1524-Martos, 1615) fue un anticuario, tratadista de arte y cronista español.

## Biografía
Hijo, según figura en el encabezamiento del manuscrito de la Fundación Lázaro Galdiano, del comendador Gonzalo de Villalta, caballerizo del emperador Carlos V, debió de nacer a finales de 1524 o principios de 1525. Su padre, comendador de la Peña de Martos, poseía una casa palacio en Torredonjimeno, donde debió de discurrir buena parte de su infancia. Antes de instalarse definitivamente en Martos, donde ya en 1550 era encargado de la fortaleza y alcalde mayor del «Partido de Andaluzía» de la Orden de Calatrava, recorrió diversas ciudades españolas y es posible que realizase un viaje a Roma, viajes que le permitieron adquirir la sólida formación humanística que manifiestan sus escritos, completados con el estudio del latín con Ambrosio de Morales.
Villalta redactó por encargo del Concejo de la Villa de Martos las respuestas al cuestionario enviado por Felipe II a los pueblos de España recogidas en las llamadas Relaciones topográficas. En sus respuestas pudo valerse de los materiales que había ido recopilando para la redacción de su Historia de la antigüedad y fundación de la Peña de Martos, en la que mezclaba hallazgos arqueológicos y sucesos históricos con las fabulaciones de Annio de Viterbo, a las que daba crédito, y relatos mitológicos, atribuyendo la fundación de Martos a Hércules Líbico; incluía, además, cuatro capítulos dedicados a tratar sobre el origen de las estatuas y las razones por las cuales los poderosos se hacían retratar en ellas y son usadas por la Iglesia en su templos, poniendo a la cabeza de todos los escultores a Miguel Ángel, «admirable, y celebrantíssimo, que gana en Artificio, y maestría todos los antiguos de Roma», de quien destacaba la Piedad del Vaticano y el Moisés. Elogiaba también las esculturas del emperador Carlos V y la emperatriz Isabel de Portugal, labradas en mármol por Leone Leoni, y alababa la obra del monasterio de El Escorial, a la vez que recogía cuarenta y cinco inscripciones epigráficas latinas localizadas en el área de Martos y copiadas por él, que se encargó de su traslado e instalación en la fachada del edificio de la antigua cárcel y cabildo de la villa, actual ayuntamiento, formando con ellas lo que pudiera ser uno de los más antiguos museos lapidarios.

## Manuscritos
- Historia de la antigüedad y fundación de la Peña de Martos, dedicada á Felipe II, manuscrito de 1579 conservado en la Biblioteca de El Escorial, editado por Joaquín Codes y Contreras, Madrid, Hijos de M. G. Hernández, 1923. La Real Academia de la Historia guarda una copia manuscrita hecha por Francisco Méndez para el padre Enrique Flórez: Inscripciones extractadas de un Ms. de la R(eal) Bib(liotec)a del Escorial […] Su título es Historia y fundación de la memorable Peña de Martos, en la qual se trata del origen y principio de la clarísima columna que por Hércules el grande llamado el Livico fue edificada en la misma Peña con las demás antigüedades y cosas notables allí acontecidas compuesto por Diego de Villalta vecino de ella Dirigido a la Católica R(ea)l Mag(estad) del Rey Philipe nuestro señor segundo deste nombre.[7]
- Tratado de las estatuas antiguas y el principio que tuvieron con memoria particular de las figuras y retratos de los Reyes de España, manuscrito de hacia 1590 conservado en la British Library, ms.17905, con dedicatoria al príncipe Felipe III.[8] Editado por Sánchez Cantón en el volumen I de las Fuentes literarias para la historia del arte de España, Madrid, 1923. Copia incompleta con las dedicatorias en la Biblioteca Nacional de España, Mss/589.
- Tratado de las antigüedades de la memorable Peña de Martos: donde al principio se trata de las estatus antiguas con particular mención de algunos bultos, y figuras de nuestros reyes de España. Dirigida al Príncipe Don Phelipe Nuestro Señor, heredero de las Españas. Coligida por Diego de Villalta hijo del comendador Gonzalo de Villalta, Cavallerizo del Emperador Don Carlos V de felice recordación, copia del siglo XVIII, Fundación Lázaro Galdiano: M 7-2-31.[9]